# باول جنكينز (موظف مدني)
باول جنكينز (بالإنجليزية: Paul Jenkins)‏ هو موظف مدني ومحام بالقضاء العالي بريطاني، ولد في عقد 1950، وتوفي في 26 فبراير 2018.